# Habronestes gallowayi
Habronestes gallowayi là một loài nhện trong họ Zodariidae.
Loài này thuộc chi Habronestes. Habronestes gallowayi được Barbara C. Baehr miêu tả năm 2008.